# Drei Städte

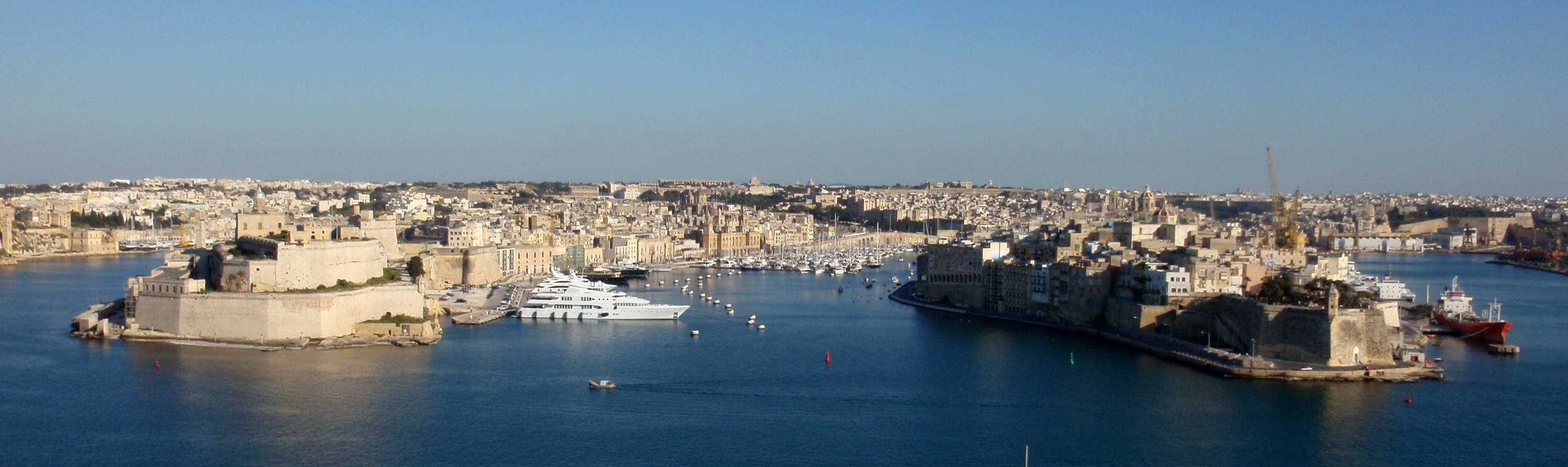
Blick auf die Drei Städte von Valletta aus

Drei Städte (englisch Three Cities) ist der Oberbegriff für die drei der maltesischen Hauptstadt Valletta gegenüberliegenden Städte Cospicua (Bormla), Vittoriosa (Birgu) und Senglea (L'Isla), die gemeinsam auch Cottonera genannt werden. Sie und der zwischen ihnen und Valletta liegende Hafen wurden auch durch die Cottonera Lines geschützt. Von den drei Städten aus bieten sich grandiose Ausblicke auf die auf dem Monte Sciberras gelegene Hauptstadt mit den Barrakka Gardens im Vordergrund.